# Kailahun
Kailahun è un centro abitato della Sierra Leone, situato nella Provincia dell'Est e in particolare nel Distretto di Kailahun, del quale è il capoluogo.